# Trichacis hajduica
Trichacis hajduica är en stekelart som beskrevs av Szabó 1981. Trichacis hajduica ingår i släktet Trichacis och familjen gallmyggesteklar. Inga underarter finns listade i Catalogue of Life.